# Flemming Kofod-Svendsen
Flemming Kofod-Svendsen (Aakirkeby, 1944. március 21. –) az evangélikus Dán Népegyház lelkésze, kereszténydemokrata  (Kristendemokraterne) politikus.

## Pályafutása
Kofod-Svendsen 1979–1990-ig a párt elnöke volt, ekkor Jann Sjursen váltotta. 1984–1993 és 1998–2001 között képviselő volt a Folketingben.
Pártelnöksége alatt a párt részt vett Poul Schlüter konzervatív miniszterelnök két kormányában (1982–1987 és 1987–1988). Az első ciklusban a kereszténydemokraták adták a környezetvédelmi minisztert Christian Christensen személyében, aki a skandináv ügyekért felelős miniszter is volt. A második ciklusban Christensen megtartotta posztját, Kofod-Svendsen pedig lakásügyi miniszter lett. 1993–1994 között Jann Sjursennel együtt miniszterek voltak Poul Nyrup Rasmussen kormányában; ő a lakásügyi és skandináv ügyekért felelős tárcát vezette.

## Fordítás
- Ez a szócikk részben vagy egészben a Flemming Kofod-Svendsen című angol Wikipédia-szócikk ezen változatának fordításán alapul.  Az eredeti cikk szerkesztőit annak laptörténete sorolja fel. Ez a jelzés csupán a megfogalmazás eredetét és a szerzői jogokat jelzi, nem szolgál a cikkben szereplő információk forrásmegjelöléseként.

## Külső hivatkozások
- Életrajz, Folketing (dán)